# متحف فولوديمير التاريخي
 متحف فولوديمير التاريخي (بالأوكرانية: Володимирський історичний музей)، متحف فولوديمير-فولين التاريخي سابقاً، هو متحف تاريخي تأسس في 1887 في مدينة فولوديمير، فولين أوبلاست، أوكرانيا. يدير المتحف فلاديمير ستيمكوفسكي اعتباراً من 2011.

## تاريخه
يمتلك متحف فولوديمير التاريخي واحدة من أقدم مجموعات آثار فولينيا، التي جمعها مجتمع فولوديمير-فولينسكي لحفظ تاريخ المنطقة وتعزيز البحث العلمي. في بداية القرن العشرين تضمنت المجموعة مقتنيات مثل الكتب المخطوطة بالحروف السوداء والمخطوطات (مثل العهد الجديد من القرن السادس عشر) والأيقونات والعملات المعدنية. ترأس المتحف عالم إثنوغرافي إقليمي متحمس، هو النبيل أو. دفيرنيتسكي (1838-1906)، رئيس زمالة القديس فولوديمير.
نُقلت العديد من آثار المتحف إلى متاحف خاركيف خلال الحرب العالمية الأولى. وانتقل المتحف ذاته إلى مباني الدير الدومينيكاني في الفترة ما بين الحرب العالمية الأولى والحرب العالمية الثانية، وهو نصب تذكاري معماري برز خلال القرنين الخامس عشر والثامن عشر.

## المقتنيات
تتكون مجموعة المتحف من أكثر من 18.000 قطعة، بما في ذلك الاكتشافات الأثرية والعناصر الإثنوغرافية والسكانية ومقتنيات من الفنون والحرف اليدوية والأيقونات والوثائق والكتب المخطوطة بنصوص قوطية والمواد الفوتوغرافية.

## نشاط المتحف
يُحضر باحثو المتحف المؤتمرات الإثنوغرافية والبعثات الأثرية والإثنوغرافية، ويستكشفون تاريخ أرض فولينيا ويعلمون الطلاب المحليين. يعرض المتحف أيضاً أعمال الفنانين المحليين.
انضم المتحف إلى المشروع الدولي «فيا ريجيا» (الطريق الملكي). يتعاون المتحف مع متحف فولين للتاريخ المحلي [الأوكرانية] ومتحف ريفني الإقليمي للتاريخ المحلي [الأوكرانية] ومكتبة ستيفانيك الوطنية للعلوم [الإنجليزية] في لفيف ومتحف زامويسكي في كوزلوكا [البولندية]، بولندا.
استلم المتحف بعض المتعلقات والمعدات العسكرية الروسية لعرضها والتي أسرتها القوات الأوكرانية خلال معارك الغزو الروسي لأوكرانيا 2022.

## معرض الصور

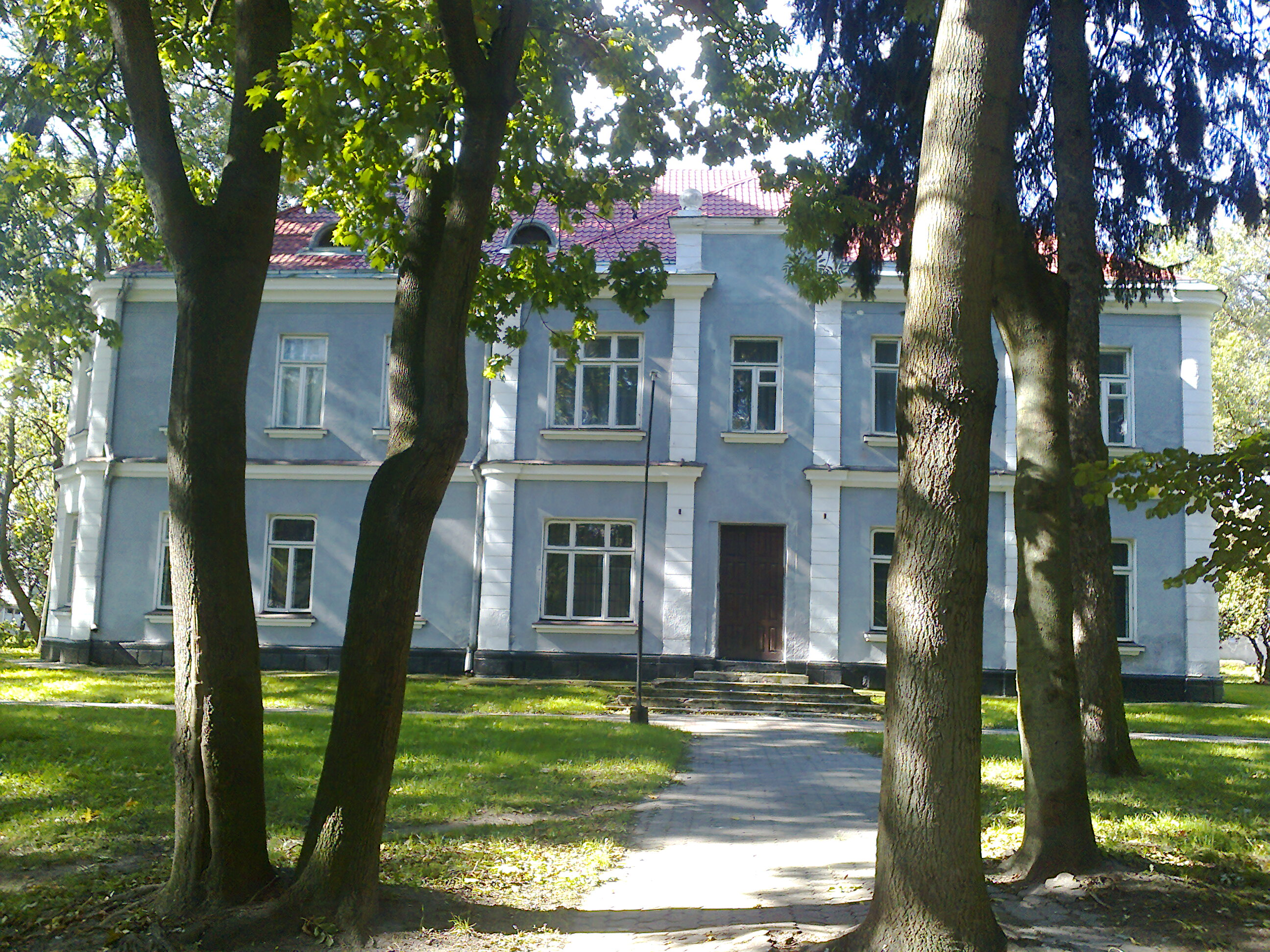
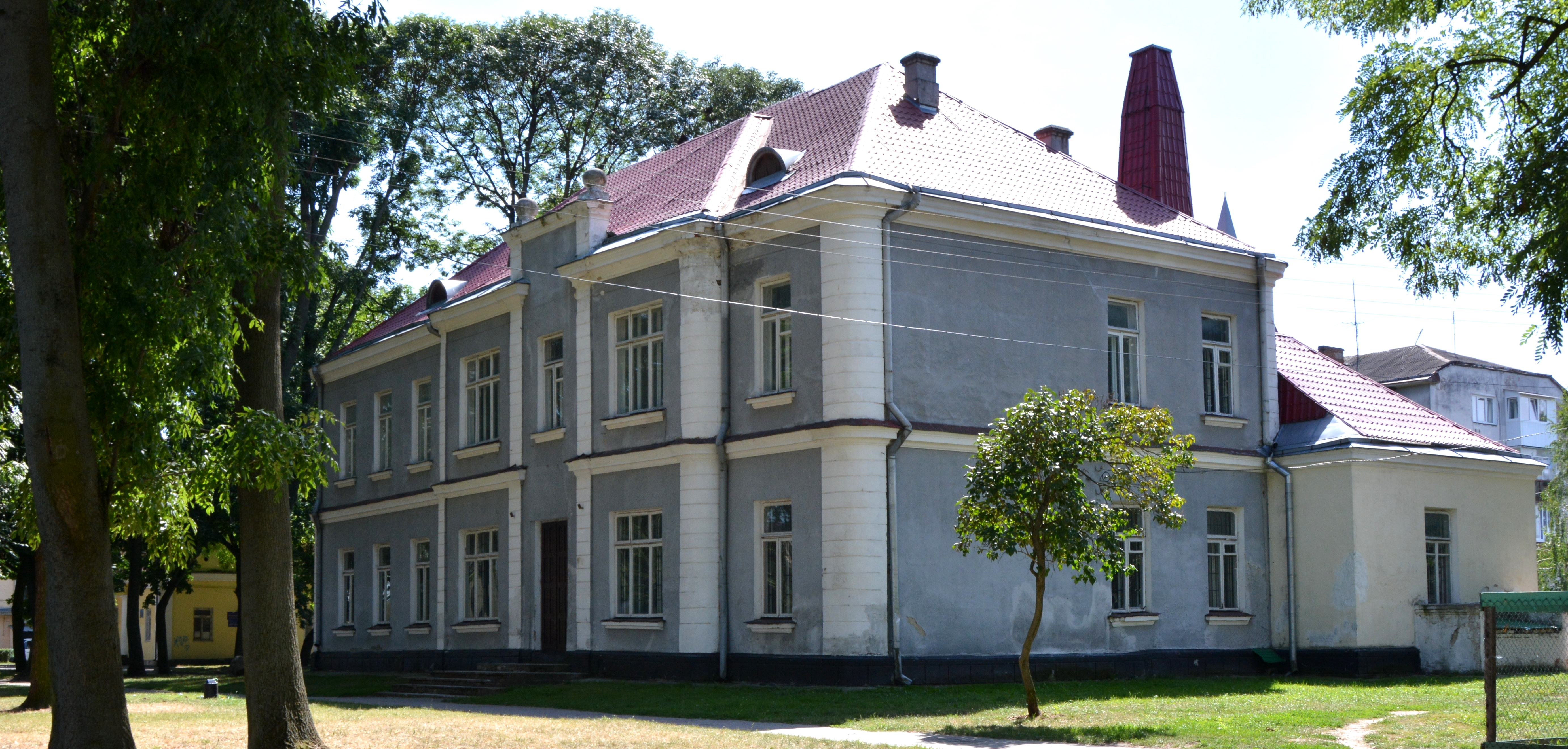

## وصلات خارجية
- الموقع الرسمي
- فيسبوك